# Музаффаргарх (округ)
Музаффаргарх (урду ضِلع مُظفّر گڑھ‎, англ. Muzaffargarh District) — один из 36 округов пакистанской провинции Пенджаб. Административный центр — город Музаффаргарх.

## География
Музаффаргарх граничит с округом Леях на юге, с округами Дера-Гази-Хан и Раджанпур на западе, с округами Бахавалпур и Рахимъярхан на севере, с округами Мултан и Ханевал на востоке.

## Техсилы
Музаффаргарх занимает площадь 8249 км² и разделен на четыре техсила:
- Музаффаргарх
- Алипур
- Джатой
- Кот-Адду